# 本城堡
本城堡，是台灣北部自清治時期至日治初期的一個行政區劃，其範圍即今宜蘭縣的宜蘭市中部。
本城堡北邊為四圍堡，東南邊為民壯圍堡，西南邊為員山堡。

## 管轄街庄
本城堡共轄1個街：
- 今宜蘭市境內：宜蘭街